# La Chapelle-Saint-Fray
La Chapelle-Saint-Fray település Franciaországban, Sarthe megyében. Lakosainak száma 421 fő (2022. január 1.). La Chapelle-Saint-Fray Sainte-Sabine-sur-Longève, La Bazoge, Domfront-en-Champagne és La Milesse községekkel határos.

## Népesség
A település népességének változása:
| Lakosok száma | 469  | 468  | 459  | 441  | 427  | 426  | 423  | 421  | 421  |
|               | 2013 | 2015 | 2016 | 2017 | 2018 | 2019 | 2020 | 2021 | 2022 |